# حريش الأمازون العملاق
حريش الأمازون العملاق و المعروفة أيضا بحريش البيرو أصفر الساق (الاسم العلمي: Scolopendra gigantea) هي واحدة من أكبر ممثلي جنس العقربان بطول يصل إلى 30 سم (12 بوصة). ويمكن العثور عليها في أماكن مختلفة من أمريكا الجنوبية ومنطقة البحر الكاريبي، حيث يفترس مجموعة كبيرة ومتنوعة من الحيوانات، بما في ذلك المفصليات الأخرى، والبرمائيات والثدييات والزواحف. ومن المعروف أنها عدوانية جدا.

## وصف
حريش الامازون العملاق هو من بين أكبر أنواع مئويات الأرجل، و يزداد طوله بانتظام ليبلغ 26 سم (10 في) في الطول، وأحيانا 30 سم (12 بوصة) أو أكثر.
كما هو الحال مع أعضاء آخرين من جنس العقربان، جسد هذه الأنواع لديها 21 أو 23 قسم ملحوظ و مع كل مقطع يوجد زوج واحد من الأرجل. وقد تكيفت ساقيه للحركة السريعة أثناء الصيد أو التراجع.
ويغطى رأسه بواسطة درع مسطح ويحتوي على زوج من قرون الإستشعار، ويحتوي جسدها على زوج من الأرجل التي تنتهي بمخالب حادة و مجوفة لتضخ السم، والتي هي الأسلحة الأساسية للحريش لقتل الفريسة والدفاع عن النفس.
و للحريش عيون بسيطة وهو ضعيف البصر، ويستطيع فقط رؤية الظلال واضوء وان يفرق بين الليل والنهار، لذلك يعتمد بشكل كبير على لمسة ولها المستقبلات الكيميائية ويتنفس عبر الجولة، وفتحات مثلثة أو على شكل S وتقع على طول جانبي الجسم، والتي تربط إلى القصبة.

## التوزيع
بطبيعة الحال وجدت في شمال أمريكا الجنوبية. وتشمل البلدان التي تم جمعها التحقق عينات المتحف أروبا، كوراساو، كولومبيا، فنزويلا (بما في ذلك جزيرة مارغريتا) و ترينيداد. الوثائق من سانت توماس، جزر فيرجن الأمريكية، هايتي، المكسيك و هندوراس ويفترض أن تكون مقدمات عرضي أو التوسيم أخطاء.
العقربان العملاقة يمكن العثور عليها في الغابات المطيرة الاستوائية أو شبه الاستوائية والغابات الاستوائية الجافة.

## السم
سم حريش الامازون العملاق قوي، و يحتوي على مادة أستيل كولين، و الهستامين والسيروتونين (وسطاء الألم)، و البروتياز وعامل cardiodepressant. هذه المكونات قاتلة لمعظم الحيوانات الصغيرة بما في ذلك فرائسها، وهي مواد سامة للإنسان، و التي يمكن أن تسبب ألم شديد، تورم، قشعريرة وحمى، والضعف. ومع ذلك، فليس من المرجح أن تكون قاتلة للبشر، باستثناء أولئك الذين لديهم حساسية من السموم.